# Иоганн III (граф Ольденбурга)

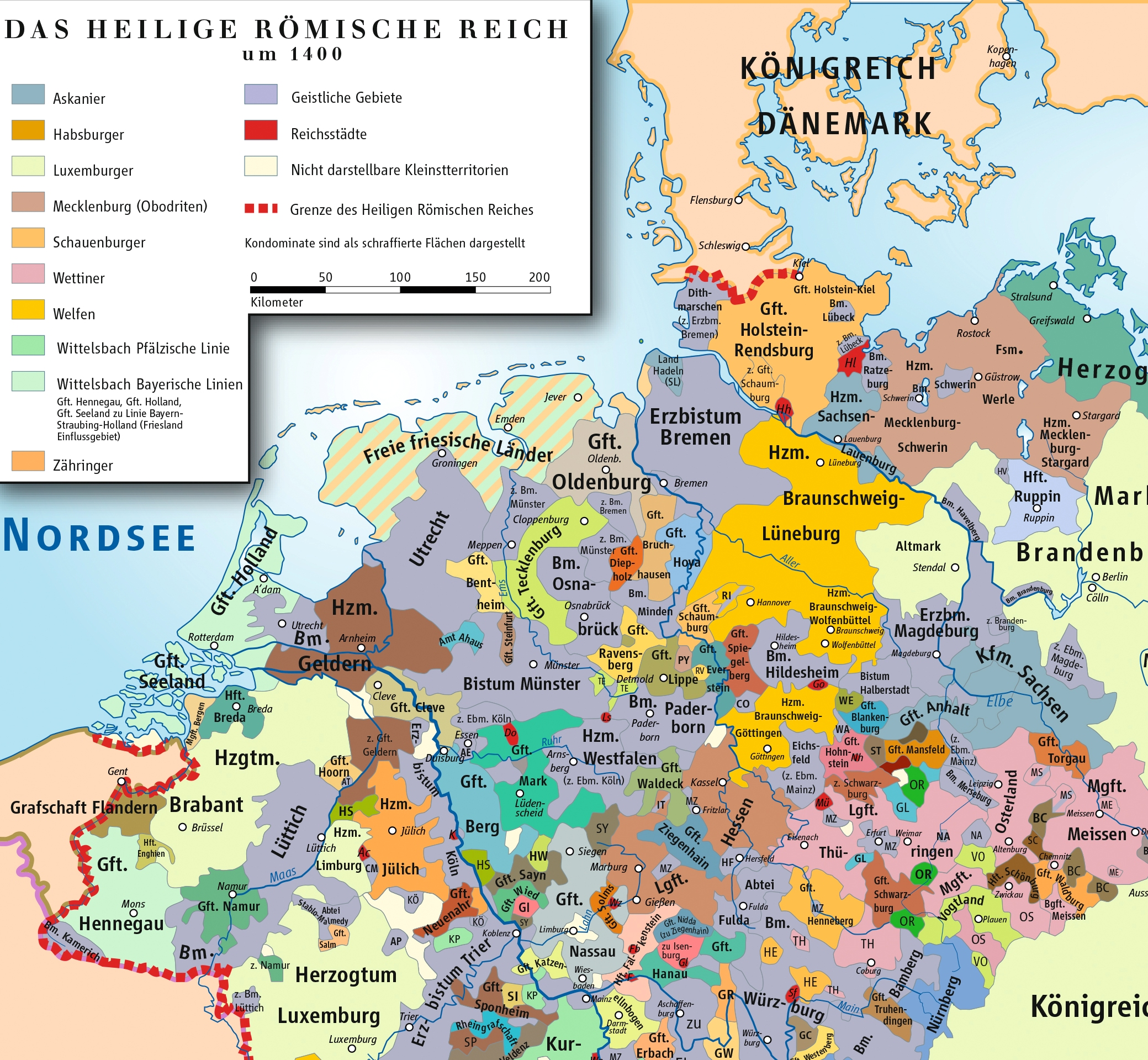
Графство Ольденбург на карте Германии 14 в.

Иоганн III (Johann III. von Oldenburg) (р. ок. 1295, ум. 1345) — граф Ольденбурга с 1316. Второй сын Иоганна II и его первой жены Елизаветы Брауншвейг-Люнебургской.
С детства предназначался для духовной карьеры. С 1315 г. канонник в Бремене.
После смерти отца (1316) вместе с братом, Кристианом IV, вступил в управление Ольденбургом. С 1324 г. их соправителем стал сын Иоганна II от второй жены - Конрад I
В 1336 году по заказу Иоганна III в монастыре Растреде была изготовлена ольденбургская копия Саксонского зерцала.
Жена — Мехтильда (фон Бронкхорст?). Дети:
- Иоганн IV (ум. не ранее 1356), граф Ольденбурга.
- Оттон IV (упом. 1357)), граф Ольденбурга.
- Вильгельм (ум. 1367), канонник в Кёльне.
- Кристиан (убит в бою под Колдеверфом 20 августа 1368)), граф Ольденбурга.